# Maja Jurić
Maja Jurić (Sarajevo, 20. siječnja 1989.) bosanskohercegovačka je glumica
S tri godine s roditeljima izbjegla je u Njemačku zbog rata u Bosni i Hercegovini. Od 2013. do 2018. godine uspješno je završila studij na Akademiji scenskih umjetnosti u Sarajevu.
U to vrijeme započela je svoju filmsku karijeru te se od 2014. pojavila u nekoliko filmskih ostvarenja, od kojih su neka i hrvatska. U 2016. godini glumila je tri epizode njemačko-austrijske televizijske serije „Pregau - Nema povratka” (produkcija ORF-a i ARD-a), a od 2019. do 2020. pojavila se u 107 epizoda hrvatske telenovele „Drugo ime ljubavi”. Godine 2024. Maja Jurić odigrala je glavnu ulogu u specijalu kriminalističke serije „Morden im Norden” s likom Miriam, čime se prvi put pojavila u njemačkoj televizijskoj produkciji.
Osvojila je nagradu „Diamond Award” na New York film festivalu za najbolju dramsku glumicu, za ulogu u filmu "Te mračne noći" (Those Dark Nights) o opkoljenom Sarajevu.

## Filmografija

### Televizijske uloge
- "Morden im Norden" kao Miriam Visic (2023.)
- "Drugo ime ljubavi" kao Valentina Kolar (2019. - 2020.)
- "Ljubav, laži i zapisi" kao Lara (2017.)
- "Pregau - Nema povratka" kao Elisa (2016.)

### Filmske uloge
- "Slatka Simona" kao Simona (2024.)
- "Umri prije smrti" kao Selma (2023.)
- "Divljaci" kao Ana (2022.)
- "Te mračne noći" kao Haska (2020.)
- "Summer Dew" (talijanski igrani film) kao Maja (2020.)
- "Nestanak brata" (kratki film) kao Divna (2018.)
- "Intervju" (kratki film) (2017.)
- "Tajna iz prošlosti" kao Leena (2017.)
- "Četvrtak" (kratki film) (2015.)
- "Mammejong" (njemački igrani film) kao Leena (2015.)
- "Merci" (kratki film) kao Nina (2014.)

## Vanjske poveznice
- Maja Jurić u internetskoj bazi filmova IMDb-u (engl.)